# Ekzém v uších

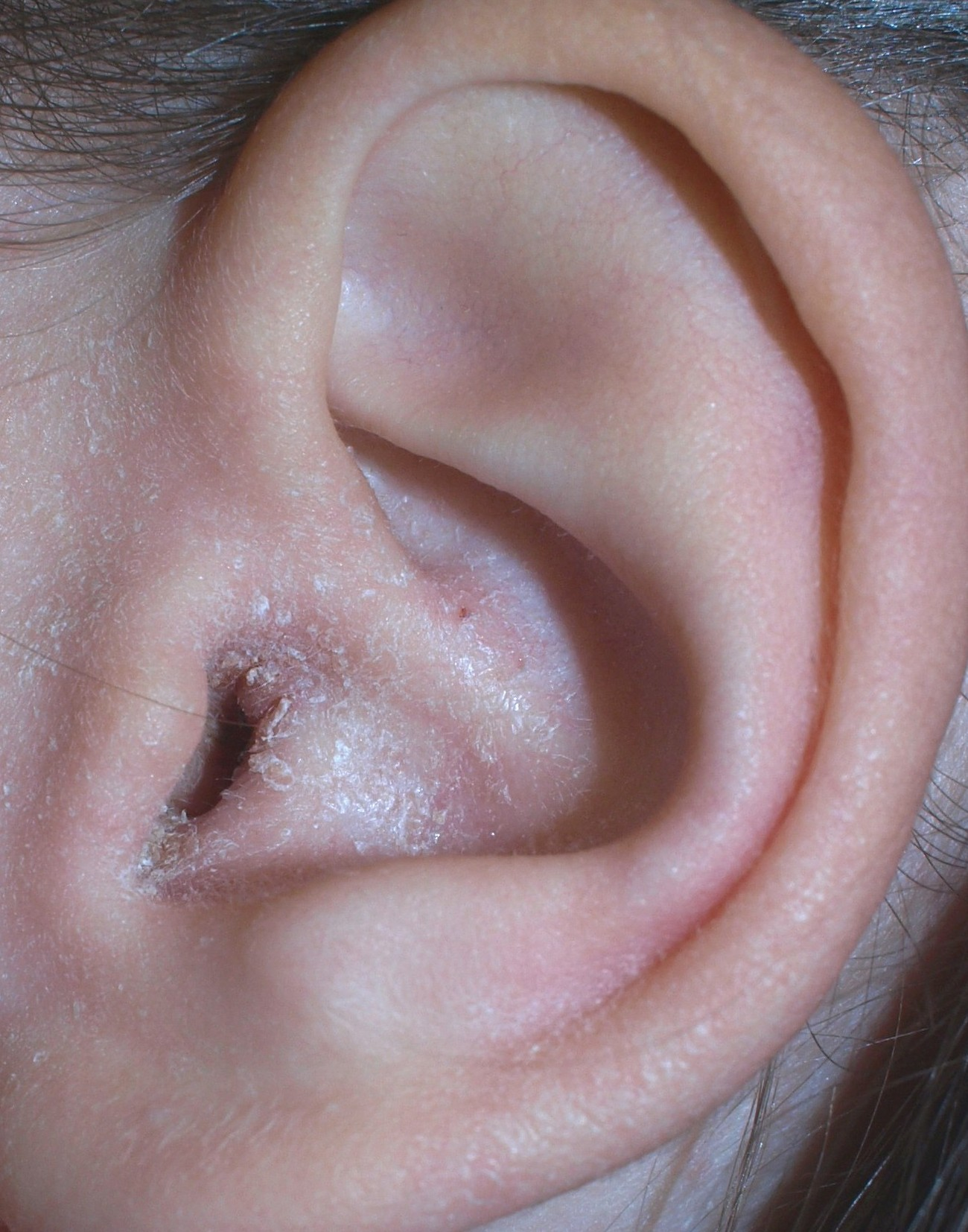
Ekzém v ušich

Ekzém v uších (nebo také aurikulární ekzém)  je zánětlivé kožní onemocnění postihující ušní boltce, retroaurikulární záhyb a zevní zvukovod, přičemž nejčastěji se vyskytuje v oblasti zevního zvukovodu. Často se jedná o projev seboroické dermatitidy nebo alergické kontaktní dermatitidy. Onemocnění má neuroalergický charakter a je typické výrazným svěděním.

## Příznaky
Projevuje se vznikem drobných puchýřků na kůži zevního zvukovodu a boltců. Puchýřky následně praskají, což vede k tvorbě vícečetných drobných erozí s hojnými prosakujícími lézemi. Může se také objevit suchá a popraskaná kůže na vnějším uchu, doprovázená intenzivním svěděním. Přesná příčina tohoto onemocnění není známa.

## Léčba
Obecně se doporučuje správná hygiena uší, která pomáhá zmírnit příznaky. K tomu patří mytí uší zvlhčujícím přípravkem a jejich důkladné osušení. Pacientům se nedoporučuje vkládat do uší cizí předměty ani je škrábat. Použití ušních svíček není doporučeno, protože neexistují vědecké důkazy o jejich účinnosti. Farmakologická léčba zahrnuje lokální kortikosteroidy, antimykotika, antibiotika a inhibitory kalcineurinu, jako jsou cyklosporin a takrolimus. Takrolimus se ukázal jako účinná a dobře tolerovaná možnost při léčbě chronické dermatitidy ucha. Další opatření zahrnují omezení kontaktu s vodou, například používání špuntů do uší při plavání. Škrábání zevního zvukovodu předměty, jako jsou sirky, se rovněž nedoporučuje.